# Úterský potok
Úterský potok är ett vattendrag i Tjeckien. Det ligger i den västra delen av landet, 100 km väster om huvudstaden Prag.